# Дитка Хаберл
Дѝтка Ха̀берл (на словенски: Ditka Haberl), родена като Юдѝта Ха̀берл (Judita Haberl), е словенска поп певица, една от най-познатите представителки на словенската поп музика от втората половина на XX век заедно с Маряна Държай, Елда Вилер, Майда Сепе и други.
От 1967 до 1974 г. е членка на група „Беле вране“ („Бели врани“), след което се присъединява към „Пепел ин кри“ („Пепел и кръв“), но продължава и самостоятелно. През 80-те години се присъединява към оперния хор на операта в Марибор. Бившият ѝ съпруг Тадей Хрушовар е музикант, който също като нея членува и в двете групи. От връзката си с него има син Бернард и дъщеря. Впоследствие се занимава с рисуване.
Представя се на най-значимите за времето си фестивали в Югославия, но и в чужбина. Докато е солистка на „Пепел ин кри“, през 1975 г. представя Югославия на 20-ото издание на песенния конкурс на „Евровизия“ в Швеция с песента Dan ljubezni („Ден на любовта“), с която групата се класира на 13-о от общо 19 места.
Последния си концерт изнася през 1994 г., съпровождана от голям оркестър.
Сред най-познатите ѝ песни се нареждат Nad mestom se dani („Над града се съмва“), Samo nasmeh je bolj grenak („Само усмивката е по-горчива“), Mlade oči („Млади очи“), Vila z rimskega zidu („Вилата от римската стена“), както и Dan ljubezni и Kot nekdo, ki imel me bo rad („Като някого, който би ме обичал“) с „Пепел ин кри“.

## Дискография

### Студийни албуми
- 1979 – Zaljubljena

### Сборни албуми
- 2006 – Vse je igra

### Краткосвирещи плочи
- 1971 – Ti in jaz/Tudi dež
- 1972 – Vila z rimskega zidu/Mati
- 1972 – Imenujem se Sreča/Stopi v korak z menoj
- 1973 – Izgubil si se v svetovih, ki jih ni/Vse z nasmehom
- 1973 – Mlade oči/Nemogoč sen
- 1974 – Sanjajmo/Prebolela bom vse
- 1975 – Pomladni veter/Aria
- 1976 – Samo nasmeh je bolj grenak/Poljubi

## Участия на фестивали

### „Словенска попевка“
- 1969 – Na vrhu nebotičnika (с „Беле вране“)
- 1970 – Vse ali nič
- 1971 – Ženitovanjska (с „Беле вране“) и Čuk
- 1973 – Letalovlak (с „Беле вране“) и Rojstvo (Награда на експертното жури за най-добър аранжимент)
- 1974 – V meni raste drevo
- 1976 – Samo nasmeh je bolj grenak (I награда на международното експертно жури и I награда на публиката)
- 1977 – Utrujena ljubezen (II награда на международното експертно жури и награда (сребърна плакета)на списание „Стоп“)
- 1978 – Praznik mojih sanj
- 1979 – Kaj je sreča (II награда на публиката, Награда на експертното жури за най-добър аранжимент)
- 1980 – Kako naj ti povem (II награда на международното експертно жури и Награда на експертното жури за най-добър аранжимент)

### Сплитски фестивал
- 1973 – More, more
- 1977 – Samo tvoje ime znam (с „Пепел ин кри“; I награда на експертното жури „Джеки Сърбленович“)
- 1978 – Kad bi svi momci Mediterana (с „Пепел ин кри“)
- 1979 – Tu je Dalmacija (с „Пепел ин кри“; награда на експертното жури)
- 1980 – Gledam kako spavaš (Вечер на далматинския шансон) и Apuntamenti (с „Пепел ин кри“)
- 1981 – Ivane moj (Вечер на далматинския шансон; I награда на експертното жури)
- 1982 – Oslušni svaki val (с „Пепел ин кри“)
- 1983 – Intima (с „Пепел ин кри“)

### Опатийски фестивал
- 1969 – Mesto mladih (с „Беле вране“)
- 1973 – Mlade oči
- 1974 – Sanjajmo
- 1975 – Dan ljubezni (с „Пепел ин кри“)
- 1976 – Moja srećna zvezda (с „Пепел ин кри“)
- 1979 – Jaz sem jaz, ti si ti
- 1981 – Srce gre po svoje (Вечер на родолюбивата песен)
- 1985 – Nad mestom se dani

### Загребски фестивал
- 1969 – Veseli vrtuljak (с „Беле вране“)
- 1981 – Veruj mi (в дует с Бранко Блаче)
- 1982 – Vrijeme je za uspomene (в дует с Бранко Блаче)

### „Вашият шлагер на сезона“ (Сараево)
- 1969 – Daj da se učini nešto и Godišnjica (с „Беле вране“)
- 1975 – Kakor ženska
- 1976 – Mađija (с „Пепел ин кри“)
- 1977 – Što može ona, mogu ja (с „Пепел ин кри“)

### „Белградска пролет“
- 1972 – Vila z rimskega zidu (Награда за най-добро изпълнение)
- 1978 – U meni živiš ti (с „Пепел ин кри“)
- 1981 – Za nas je dovoljna ljubav (в дует с Бранко Блаче)

### Скопски фестивал
- 1971 – „Далеку некаде на југ“

### „Юговизия“
- 1971 – Pesem za otroka (в дует с Доцо Марлот)

### Международен музикален фестивал в Сопот(Полша)
- 1978 – Samo nasmeh je bolj grenak (представя Югославия)